# Оксіена
Oxyaena (Oxyaena}, від грец. οξύς — «гострий», «витягнутий» та лат. hyaena — «гієна») — рід родини оксіенід вимерлого ряду креодонтів. Зустрічався в Північній Америці та в Євразії з пізнього палеоцену по ранній еоцен; більшість залишків виявлено в штаті Колорадо.
Зовні нагадували котячих або росомаху. Довжина тіла близько метра, хвіст довгий, кінцівки короткі, п'ятипалі. Череп широкий і плоский, шириною близько 20 см, з витягнутою лицьовою частиною та масивною нижньою щелепою.
На відміну від котячих, оксіени були стопоходячими, тобто при ходьбі спиралися на всю стопу.
Імовірно, були хижаками на зразок леопарда й могли лазити по деревах.